# Station Auber
Auber is een station aan lijn A van het RER-netwerk gelegen in de 9e arrondissement van Parijs. Het station werd geopend op 23 november 1971 en was op dat moment het grootste ondergrondse station ter wereld.
Het station is door middel van tunnels verbonden met de metrostations Opéra, Havre - Caumartin, Saint-Lazare en het RER station Haussmann Saint-Lazare waar op RER E overgestapt kan worden. Het station is vernoemd naar Rue Auber, de weg waar het station onder ligt. Deze weg is vernoemd naar Daniel Auber.

## Afbeeldingen

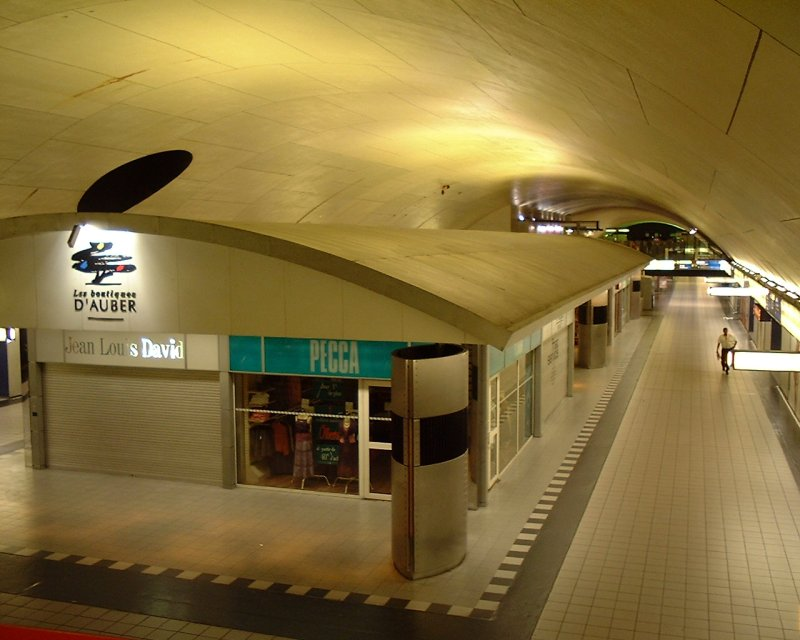
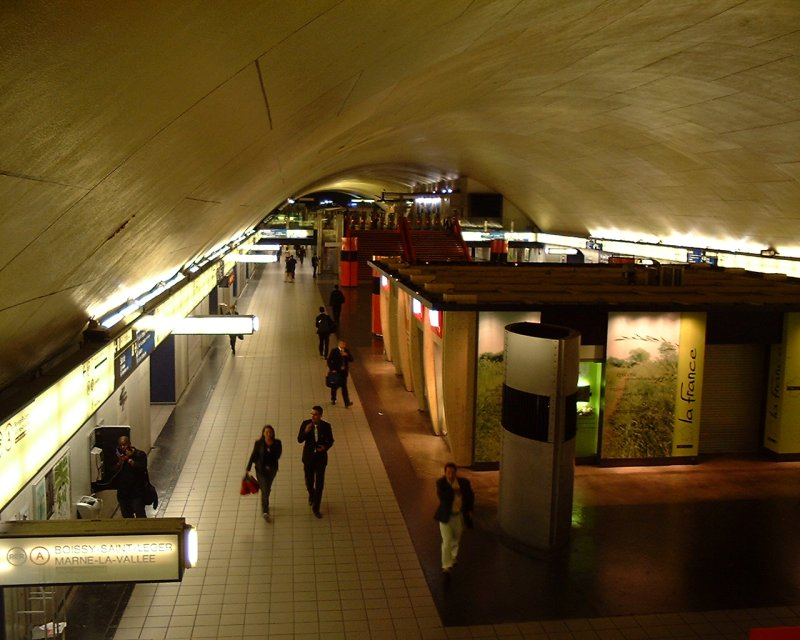
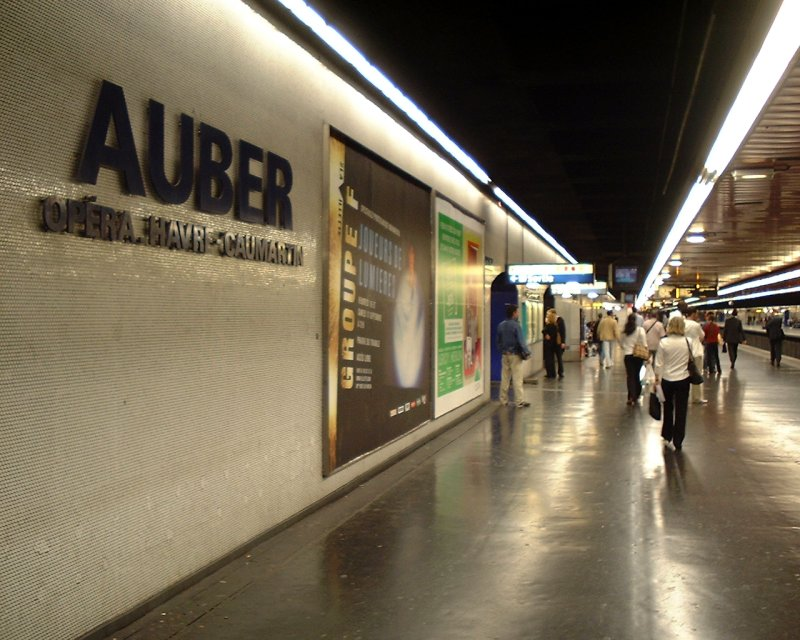

## Vorige en volgende stations
| Richting                   | Vorig station              | Lijn  | Volgend station       | Richting                    |
| -------------------------- | -------------------------- | ----- | --------------------- | --------------------------- |
| Saint-Germain-en-Laye A1   | Charles de Gaulle - Étoile | RER A | Châtelet - Les Halles | Boissy-Saint-Léger A2       |
| Cergy-le-Haut A3 Poissy A5 | Charles de Gaulle - Étoile | RER A | Châtelet - Les Halles | Marne-la-Vallée - Chessy A4 |